# Henk Jumelet
H.G. (Henk) Jumelet (Velsen, 17 maart 1962) is een Nederlands politicus namens het CDA en telg uit het geslacht Jumelet. Sinds 29 april 2015 is hij lid van de Gedeputeerde Staten van Drenthe, sinds 29 maart 2023 ook van de Provinciale Staten.

## Biografie

### Opleiding en maatschappelijke loopbaan
Na zijn studie theologie aan de Rijksuniversiteit Leiden en de Vrije Universiteit Amsterdam te hebben afgerond is Jumelet als pastoraal werker begonnen in de Hervormde gemeente van Noordwijk aan Zee. Hij was predikant van de Hervormde gemeente van Bergentheim en later van de Hervormde gemeente van Schoonebeek.
In 2001 werd Jumelet docent maatschappijleer, levensbeschouwing en klassieke talen aan het Ichthus College in Enschede. Na zijn wethouderschap was hij korte tijd afdelingsleider ad interim bij het Bonhoeffer College in Enschede.

### Politieke loopbaan
In 2002 maakte Jumelet de overstap naar de politiek en werd verkozen tot voorzitter van het CDA Drenthe. Tevens was hij voorzitter van het campagneteam van het CDA Drenthe. Vanaf oktober 2003 tot juni 2014 bekleedde hij de functie wethouder in de gemeente Emmen en daarna korte tijd raadslid.
Sinds 2015 is Jumelet lid van het College van Gedeputeerde Staten van de provincie Drenthe. Tot 2019 had hij in portefeuille: Landbouw en agribusiness, (Vitaal) Platteland, Agenda voor de Veenkoloniën, Breedband, Natuur en landschap, Onderwijs en arbeidsmarkt, Sport en welzijn, Bestuurlijke verhoudingen en toezicht gemeentefinanciën, en Vergunningverlening RUD. 
Sinds 2019 heeft hij in zijn portefeuille Natuur en landschap, Landbouw en agribusiness, Bestuurlijke verhoudingen, Financieel toezicht, Toezicht en handhaving, Regio Deals, Agenda Veenkoloniën, Informatisering, automatisering en facilitair, Breedband, Prolander (opdrachtgeversrol) en is hij 3e loco-commissaris van de Koning.
Bij de Provinciale Statenverkiezingen 2023 was Jumelet in Drenthe lijsttrekker van het CDA. Hij is sinds 29 maart dat jaar Drents Statenlid.

### Persoonlijk
Jumelet is gehuwd. Naast zijn politieke loopbaan is hij emeritus predikant in de Protestantse Kerk in Nederland, lid van het comité van aanbeveling van de Stichting Synagoge Coevorden en buitengewoon ambtenaar van de burgerlijke stand in Emmen.